# Grainothèque
Une grainothèque ou granothèque, mot formé sur le modèle de bibliothèque, est un lieu où il est possible de déposer et échanger librement des graines de fleurs, de fruits et de légumes. 
Ces alternatives de dénomination sont également utilisées au Québec (Canada): bibliothèque de semences, graineterie, jardinothèque, bouturothèque et plantathèque. 
Il convient de faire une distinction entre une grainothèque et une banque de graines. Bien que l’on utilise parfois ces termes de manière interchangeable, les banques de graines sont un tout autre type d’organisation. On peut les distinguer selon leur mission et leur façon de conserver et de distribuer des semences. Contrairement aux grainothèques, les banques de graines sont des lieux sécurisés de stockage de semences et ont pour but de préserver le matériel génétique de diverses espèces de plantes, agissant comme mesure de sécurité, notamment en cas de catastrophes climatiques. 

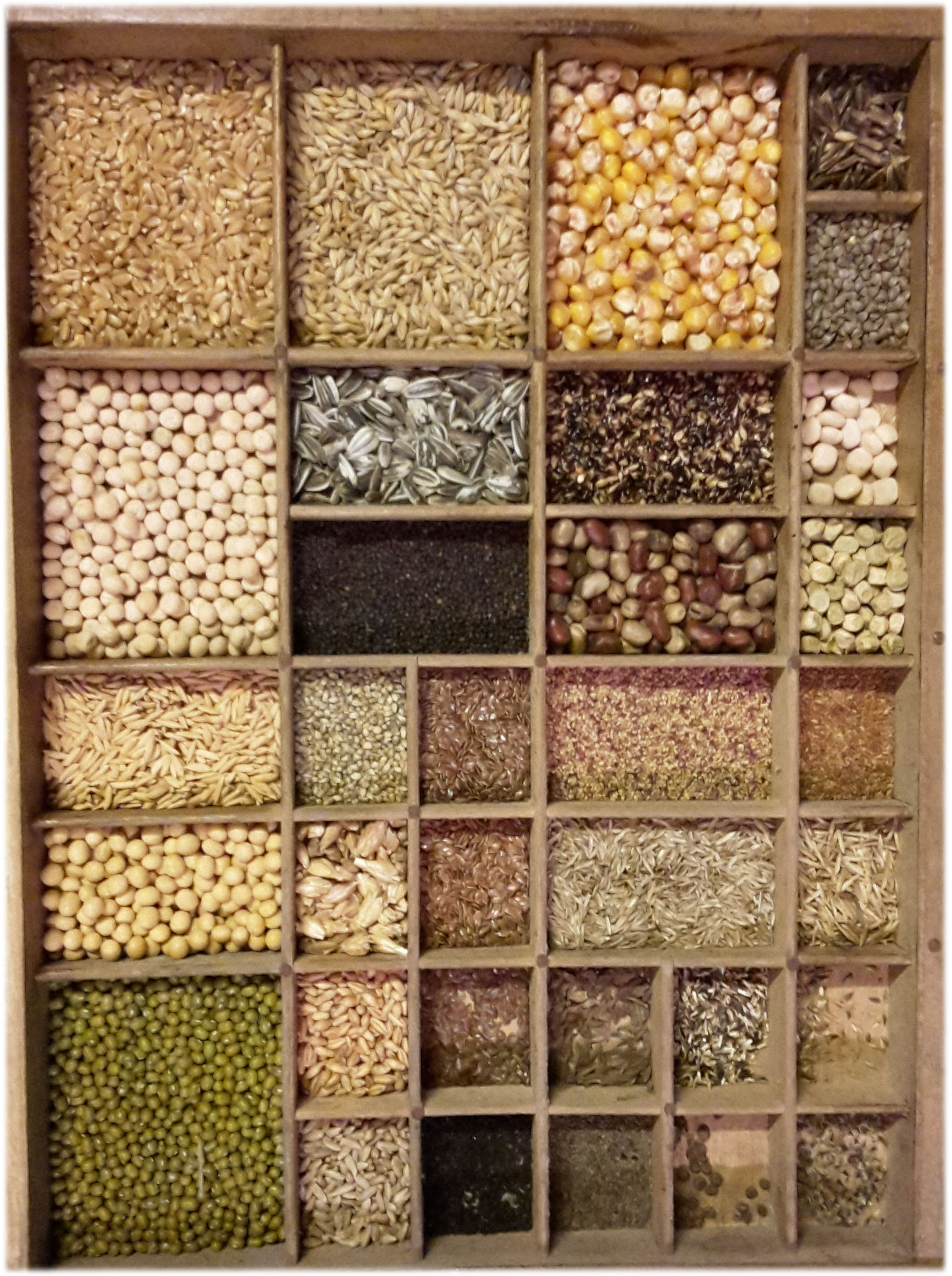
Semences de différentes espèces.

## Grainothèques
Dans un esprit de partage et d'échange libre, des lieux associatifs, dont notamment certaines bibliothèques, proposent des grainothèques,. Cette démarche, pour les bibliothèques publiques, s’inscrit parfaitement dans leur mandat, car, depuis l’aube de la civilisation, la méthode privilégiée de préservation des semences est par le partage communautaire des connaissances et des semences. Les arguments les plus souvent cités pour justifier l’inclusion d’une grainothèque dans une bibliothèque publique sont les suivants : pour donner un accès libre et gratuit au patrimoine horticole, pour développer la biodiversité en milieu urbain, pour transmettre les savoir-faire, et enfin pour diffuser et conserver les espèces. Ce sont ici tous des éléments en danger de disparaitre à cause de l’industrialisation de l’alimentation. 
Aux États-Unis, cette démarche existe dans certaines bibliothèques où le "prêt" de graines côtoie le prêt de livres, comme dans la bibliothèque de Richmond, en Californie, qui est une des premières bibliothèques publiques du pays à promouvoir l’idée d’introduire les grainothèques en bibliothèque en partageant de l’information sur la manière de les instaurer dès 2010. La grainothèque de San Francisco a probablement la démarche la plus poussée, encourageant les citoyens à sélectionner les graines les plus adaptées aux conditions du sol et du climat dans les différents quartiers de la ville. La première grainothèque des É.-U. ne s’est pas établie dans une bibliothèque, mais bien dans un centre écologique à Berkeley, en Californie, en 1999. Ce n’est que quelques années plus tard, en 2004, que la première grainothèque en bibliothèque publique, nommée la Hudson Valley Seed Library, a ouvert ses portes dans la Gardiner Public Library à Gardiner, New York. 
Dans la province de Québec, au Canada, les grainothèques connaissent une forte popularité depuis le milieu des années 2010. Ceci fait écho à la volonté des bibliothèques publiques québécoise d’atteindre les objectifs de développement durable de l’UNESCO. Parmi ces 17 objectifs, on retrouve plusieurs points concernant directement les grainothèques : « une consommation et production responsables », « des villes et des communautés durables », « des mesures relatives à la lutte contre les changements climatiques », « une bonne santé et bien-être », « faim zéro », ainsi que « vie terrestre ». Ce n’est donc pas une surprise que celles-ci fassent l’objet d’autant d’intérêt parmi les bibliothèques québécoises. L’on dit faussement que la première grainothèque du Québec a fait son apparition dans le quartier de Westmount, à Montréal, à la bibliothèque municipale d’Atwater en 2015. Selon une étude dans le milieu bibliothéconomique québécois, la bibliothèque de Kahnawake possède une grainothèque qui est en fonction depuis 2012, ce qui en fait la véritable première grainothèque du Québec. Très rapidement, d’autres bibliothèques emboitent le pas, dont celle d’Hemmingford. Ce sont tous les types de bibliothèques qui sont interpellés par le concept, que ce soit des bibliothèques scolaires (Bibliothèque Lucien-Lelièvre du Cégep de Matane), des bibliothèques en milieu urbain (bibliothèques Georges-Vanier et d’Ahuntsic) ou en milieu rural (bibliothèques de Sainte-Marguerite, de Salaberry-de-Valleyfield et de Thetford Mines) et même des bibliothèques universitaires (bibliothèque de semences du campus McDonald de l’Université McGill). De plus, des organismes communautaires ont aussi rejoint le bal, notamment le Santropol Roulant et Mon Quartier nourricier. En 2023, le Québec contient une cinquantaine de grainothèques. 
Dans le reste du Canada, les grainothèques font aussi leur apparition dans les années 2010, notamment en Ontario, en Colombie-Britannique et au Yukon. 
En Amérique du Sud, plusieurs grainothèques apparaissent à la fin des années 2010. La grainothèque communautaire Somos Semilla, située à San Miguel de Allende, au Mexique, est une référence pour le reste d’Amérique latine depuis 2016. Plusieurs lui emboitent le pas, notamment à Buenos Aires, où la Biblioteca de semillas agroecológicas a ouvert ses portes dans au sein de l’établissement d’enseignement supérieur Facultad Lationoamericana de Ciencias Sociales (FLACSO) en Argentine. Les grainothèques ont des objectifs distincts selon les besoins de leur communauté et territoire ; en Amérique latine, leur but se concentre sur l’alimentation, les semences agroécologiques et la souveraineté alimentaire.  
En Afrique, plusieurs grainothèques voient le jour, notamment en Côte d’Ivoire. L’enjeu est d’autant plus important, pour contrer les effets néfastes des OGM (Organisme génétiquement modifié) sur leur territoire. L’instigateur de ce projet, Daniel Oulaï, obtient d’ailleurs le Prix de l’entrepreneur africain en 2019 pour son initiative. 
En France, le concept est né à La Rochelle, et il existe près de 400 grainothèques à l'été 2017. Ce mouvement est notamment inité et porté par l'association Graines de Troc, mais aussi par les Incroyables Comestibles ainsi que d'autres associations locales en partenariat généralement avec une bibliothèque municipale.  
Il existe également des grainothèques citoyennes en Suisse, au Royaume-Uni et ailleurs.  

## Fonctionnement en bibliothèque publique

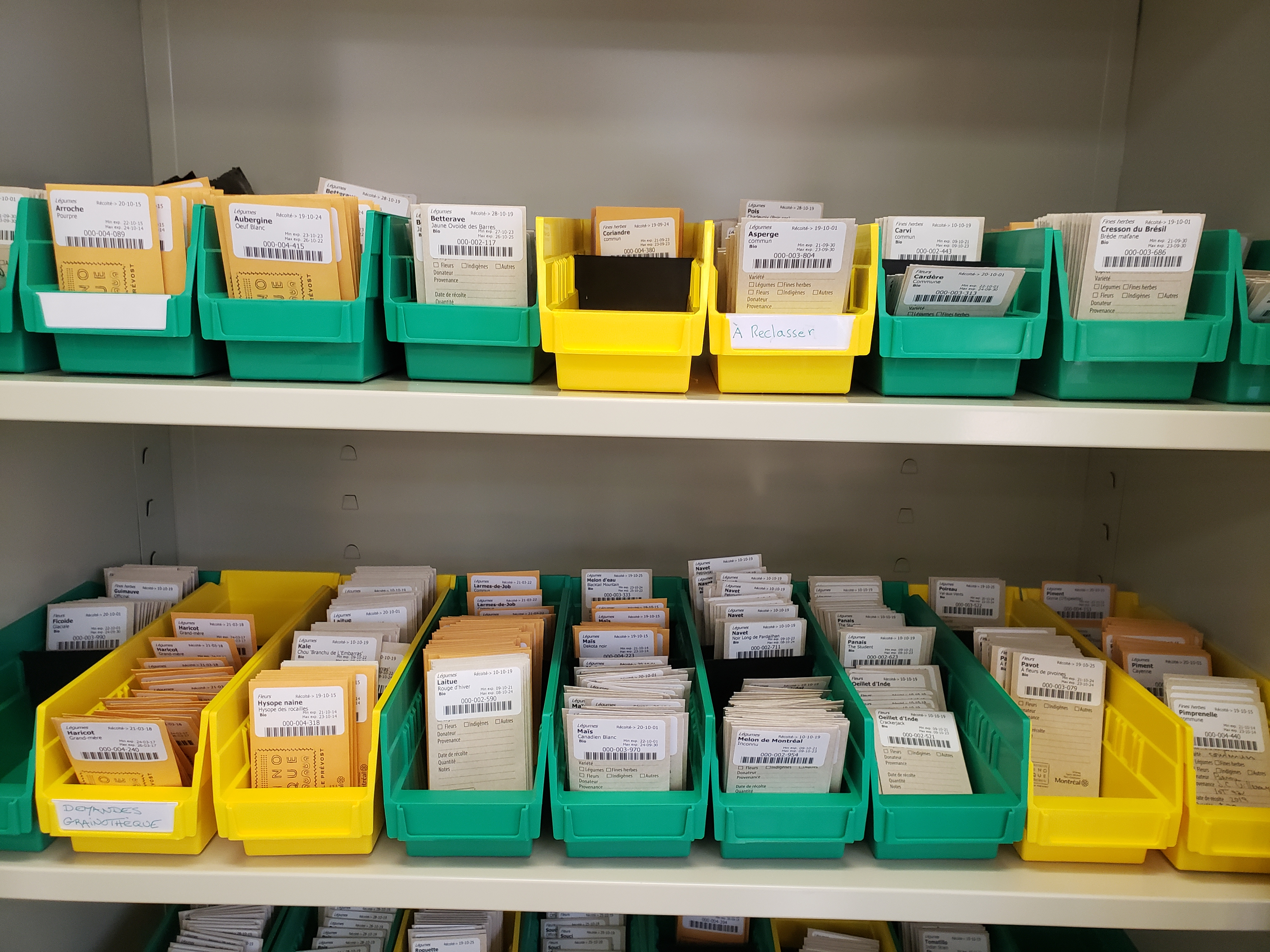
Une grainothèque dans une bibliothéque publique de Montréal.

Chaque bibliothèque à ses particularités, mais, généralement, une bibliothèque s’approvisionne en achetant en vrac chez un fournisseur, pour ensuite diviser ces lots en plus petits sachets, qui seront distribués gratuitement aux usagers. Ceux-ci sélectionnent eux-mêmes leurs semences, ou parfois les bibliothécaires préparent des trousses avec des instructions de bases. De plus, des formations sont souvent offertes en bibliothèques pour accompagner les usagers inexpérimentés dans leur démarche. Contrairement aux livres, il n’y a pas de « date de retour » pour les semences : on demande plutôt aux usagers, sur une base volontaire, de faire un don de semence lors de leur récolte, la saison suivante. 
Il n’existe pas de pratiques unifiées qui régissent le fonctionnement d’une grainothèque, autre que son principe d’échange gratuit de semences. Pour commencer, plusieurs pratiques sont utilisées pour décrire et organiser les graines. Dans certaines bibliothèques, pour les usagères et usagers qui veulent s’initier au jardinage, une nomination par le nom commun des plantes et une organisation alphabétique peut convenir. D’autres choisissent en plus de diviser les graines par types de plantes avec des descriptions plus complexes de chaque semence. Enfin, pour un public expert, il est possible d’utiliser une organisation scientifique selon le nom botanique des graines. 
La diversité de pratiques se poursuit avec les types de technologies que les bibliothèques emploient pour contrôler l’utilisation des grainothèques. Plusieurs simplement n’ont pas pour but de garder une trace des semences échangées. Dans ces cas, les grainothèques font confiance aux usagères et usagers d’utiliser le service tel qu’il a été conçu en redonnant des graines après en avoir pris. D’autres bibliothèques de semences utilisent des technologies informatisées indépendantes du catalogue de bibliothèque pour gérer leur collection. Plusieurs types d’outils sont possibles : des sites web, des logiciels et les réseaux sociaux. Le premier est une alternative simple à l’intégration de la collection de graines dans le catalogue de la bibliothèque. Le deuxième permet de faire un inventaire des semences, et le troisième implique une communication beaucoup plus facile et directe avec les usagères et usagers. Enfin, il est possible d’intégrer la collection de semences dans le catalogue principal de la bibliothèque, parmi les autres documents. De cette manière, il est facile de repérer les graines et de faire les emprunts. 

## Utilité en bibliothèque universitaire
Il y a beaucoup de confusion envers l’inclusion de grainothèques dans des établissements d’études supérieures. Plusieurs sont sceptiques quant à la valeur pédagogique que celles-ci peuvent apporter. Pourtant, les grainothèques introduisent de nouvelles pistes de recherche et d’éducation. En effet, elles permettent à des conférences et des ateliers sur le jardinage d’avoir lieu, ce qui élargit les possibilités de sujets et de types d’activités qui peuvent être offertes en bibliothèque universitaire. De plus, elles peuvent aider à l’amélioration de la sécurité alimentaire de la communauté étudiante et sensibiliser le campus sur divers enjeux de justice sociale. Enfin, les grainothèques contribuent à un plus grand engagement de la communauté et permettent à des personnes de divers milieux d’interagir.

## Intérêt
Les grainothèques dans les lieux accessibles à tous, et surtout dans les villes, favorisent une (re)prise de connaissance autour des cycles de la nature, l'alimentation et les origines des graines.
Outre le partage gratuit de graines, les grainothèques, en faisant une différence entre les semences paysannes et certaines semences industrielles (graines de type hybrides F1), visent à lutter contre une standardisation des semences et l’effondrement de notre biodiversité cultivée. En effet, elles protègent les variétés de plantes qui sont indigènes de la région et donc adaptées aux spécificités d’une communauté particulière. De cette manière, elles participent, entre autres, au développement durable et améliorent l’accès à la nourriture.

## Limites
Les échanges libres entre amateurs apportent moins de garanties sur les qualités des semences échangées (dénomination de la variété, pureté spécifique, pureté variétale, faculté germinative, état sanitaire) que les graines cultivées par des professionnels.  La réglementation sur les semences et la certification pour les semences de grande culture ont pour premier objectif de permettre aux utilisateurs de disposer de semences apportant un minimum de garanties.
Les réseaux de ressources génétiques et en France le Bureau des ressources génétiques ainsi que la Fondation pour la recherche sur la biodiversité sont chargés de conserver et mettre à disposition la diversité des espèces et variétés cultivées. 